# Joan Ramon Veciana i Martínez
Joan Ramon Veciana i Martínez (Barcelona, 20 de juny de 1970) és un enginyer i polític català, alcalde de Sant Hilari Sacalm (Les Guilleries) des del 2015. El 2019 va revalidar el càrrec en les eleccions municipals. Enginyer Industrial de professió, des del 2009 es dedica a la política municipal, com a cap de llista del Partit Independent de les Guilleries (PIG) i del qual és el secretari general.
En el seu pas per l'ajuntament de Sant Hilari, ha estat regidor de Cultura i Participació Ciutadana (2007-2011), cap de l'oposició (2011-2015) i alcalde a partir de la legislatura 2015.
És membre de l'equip de la coalició de formacions municipals independents de la Comarca de la Selva, amb representació a la Diputació de Girona i al Consell Comarcal, Independents per la Selva (IdSEL), i vocal del Patronat del Portal de transparència, responsabilitat social i bon govern de la Fundació Universitària Balmes, entitat titular de la Universitat de Vic - Universitat Central de Catalunya (UVic-UCC).